# Ulrich Bräker

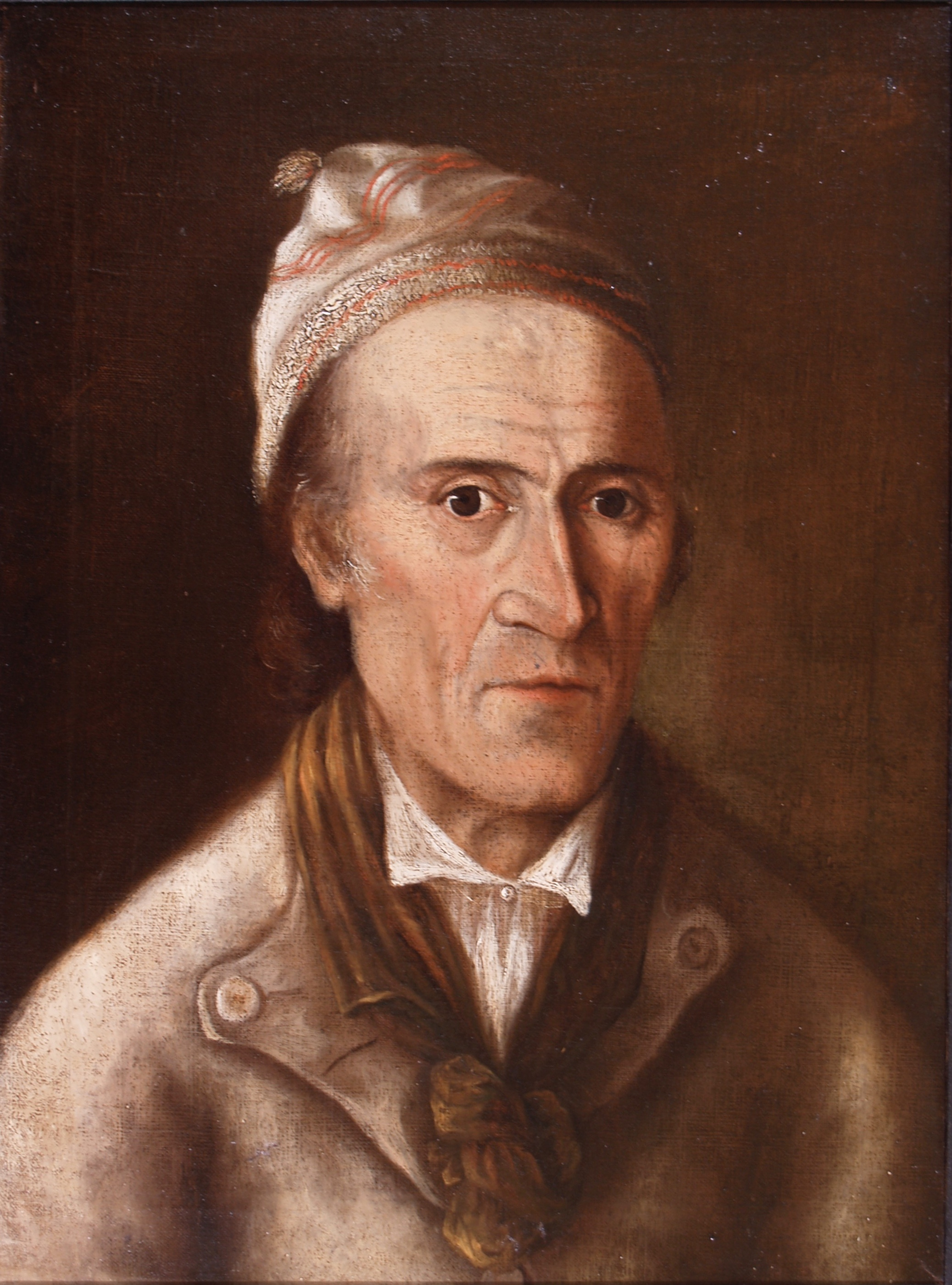
Ulrich Bräker ca. 1793

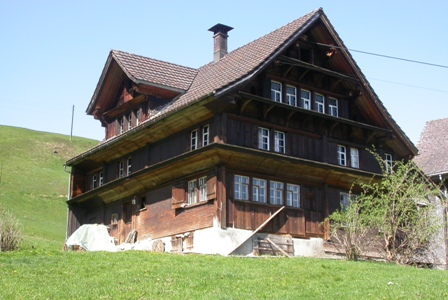
Geburtshaus

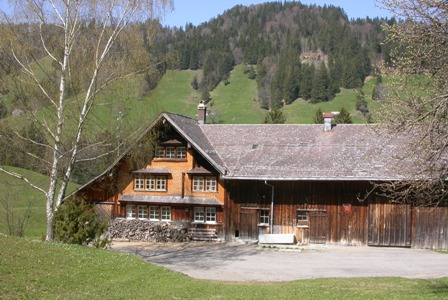
Hof Dreischlatt (Jugendzeit)

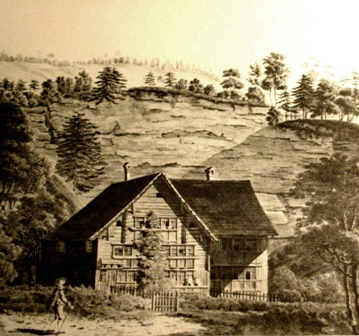
Wohnhaus auf der Hochsteig

Ulrich Bräker, genannt Der arme Mann aus dem Toggenburg, auch Näppis-Ueli, (* 22. Dezember 1735 im Weiler Näppis (Scheftenau), Gemeinde Wattwil, Toggenburg; † im September 1798, begraben am 11. September 1798 in Wattwil) war ein Schweizer Schriftsteller. Die ehemalige Grafschaft Toggenburg gehörte zu Bräkers Lebenszeit zur Fürstabtei St. Gallen.

## Leben
Bräker kam 1735 als Sohn einfacher Bauern zur Welt. In seiner Jugend war er Bauernknecht und Salpetersieder. 1754 zog er mit seinen Eltern nach Wattwil. Zu Beginn des Siebenjährigen Krieges warb ihn 1756 ein preussischer Werbeoffizier mit List und Tücke als gemeinen Soldaten für das „Regiment Itzenplitz zu Fuß“ an. Desillusioniert vom Ergebnis seines Aufbruchs in die Fremde, desertierte Bräker noch im selben Jahr während der Schlacht bei Lobositz in Böhmen und kehrte nach Hause zurück. Er heiratete Salome Ambühl (1735–1822) und hatte sieben Kinder, von denen einige bereits im Kindesalter starben. Er verdiente seinen Lebensunterhalt als Kleinbauer und Baumwollfergger. Seit spätestens 1784 litt er an häufigen Kopfschmerzen („migrenie“).
Durch Lesen konnte er seinen Horizont erweitern, und er begann Tagebuchaufzeichnungen zu machen. Entdeckt wurde er von Johann Ludwig Ambühl, dem Wattwiler Schulmeister und Mitglied der Evangelischen Moralischen Gesellschaft im Toggenburg zu Lichtensteig, in die Bräker 1776 aufgenommen wurde. Bräker veröffentlichte in Ambühls Brieftasche aus den Alpen erste Texte. Dank der Bekanntschaft mit Hans Heinrich Füssli, Zürich, konnte er diese dann veröffentlichen. Er las auch Werke Shakespeares und verfasste Kommentare zu diesen.
Ulrich Bräkers Nachlass wird in der Kantonsbibliothek St. Gallen (Vadiana) und im Staatsarchiv des Kantons St. Gallen aufbewahrt.

## Werk
Die Bedeutung des aufgeklärten Pietisten Bräker liegt vor allem darin, dass mit ihm jemand aus einer Volksschicht zu Wort kommt, von der es sonst keine eigenen Aufzeichnungen aus dieser Zeit gibt. Bekannt geworden ist vor allem der Bericht über seinen halbjährigen Dienst in der Armee Friedrichs des Grossen. Dieser prägte über eine lange Zeit das öffentlich wahrgenommene Bild der preussischen Armee und ihrer zahlreichen Söldnersoldaten. Bräker kann allerdings nicht nur als „Zeuge der Anklage“ wider den Zwang des preussischen Militärsystems im 18. Jahrhundert und als „Musterdeserteur“ gesehen, sondern auch als Zeuge der Wirksamkeit eines positiv zu bewertenden Korpsgeistes verstanden werden. Die aufgefundenen und erst 2015 veröffentlichten Briefe zweier preussischer Regimentskameraden Bräkers erweitern wesentlich das verfüg- und auswertbare Quellenmaterial einfacher Musketiere aus dem Siebenjährigen Krieg. Ihre Sorgen unterscheiden sich erheblich von denen des Soldaten aus der Schweiz. Sie lassen das Alltagsleben preussischer Bauernsoldaten erkennen und geben Hinweise auf die dörfliche Wirklichkeit während des Krieges.
Die Lebensgeschichte und Natürliche Ebenteuer des Armen Mannes im Tockenburg ist die Autobiographie Bräkers. Sie wird als sein Hauptwerk angesehen. Das Originalmanuskript ist verloren gegangen, erhalten sind nur die Erstausgaben, erschienen bei Hans Heinrich Füssli, Zürich.

## Rezeption
Ernst Wiechert gibt Bräkers Der arme Mann im Toggenburg in seinen Jeromin-Kindern, Band 2, Kapitel IV, eine Schlüsselstellung, als der Dorfschullehrer Stilling seinem Schützling Jons Jeromin wegen der Inflation nach dem Ersten Weltkrieg keine finanzielle Unterstützung mehr zukommen lassen kann und ihm als Letztes dieses Buch kauft: „Sieben Brote reichten für eine oder zwei Wochen, aber ein Buch könne für ein ganzes Leben reichen.“
Bräkers Beschäftigungen mit Shakespeare, eigener Theaterarbeit und Toggenburg tauchen kombiniert in Erich Kästners Gedicht Hamlets Geist auf, in dem es um eine aus dem Ruder laufende Hamlet-Aufführung am «Toggenburger Stadttheater» geht.

## Werke
- Lebensgeschichte und Natürliche Ebenteuer  des Armen Mannes im Tockenburg. Hrsg.: Werner Günther. Reclam, Stuttgart 2010, ISBN 978-3-15-002601-4.
  - Erstdruck in der Zeitschrift Schweitzersches Museum, 4 & 5. Jg. 1788/89: (Digitalisat in 13 Teilen)
  - Digitalisat und Volltext der Buch-Erstausgabe von 1789 im Deutschen Textarchiv; (Rezension in Allgemeine deutsche Bibliothek, 92. Band 1790, 4 S. (Digitalisat))
- Ein wort der vermahnung, An mich und die Meinigen Dass nichts besers sey den Gott förchten zu allezeiten, 1768–1771.
- Raissonierendes Baurengespräch über das Bücherlesen, 1777.
- Vermischte Lieder vor den Land-Mann, 1779.
- Etwas über William Shakespeares Schauspiele, 1780.
- Die Gerichtsnacht oder Was ihr wollt. Theaterstück, 1780.
- Jauss, der Libens Ritter. Romanfragment, enthalten in den Tagebüchern, 1789/90.
- Tagebuch des Armen Mannes […], Zürich 1792, online und PDF (9MB) bei google-books
- Gesammelte Schriften: Andreas Bürgi, Christian Holliger, Claudia Holliger-Wiesmann, Heinz Graber, Alfred Messerli, Alois Stadler (Hrsg.): Ulrich Bräker. Sämtliche Schriften. C.H. Beck, München.
  - Band 1: 1998, ISBN 3-406-43535-1. (Leseprobe)
  - Band 2: 1998, ISBN 3-406-43536-X. (Leseprobe)
  - Band 3: 1998, ISBN 3-406-43537-8.
  - Band 4: 2000, ISBN 3-406-43538-6. (Leseprobe)
  - Band 5: 2010, ISBN 978-3-406-43539-3. (Leseprobe)

### Zitate
- „... zudem ist Toggenburg gar kein so rauhes land – es hat eben auch seine eigenen annehmlichkeiten – wie alle andern länder.“
- „... o predigt doch nur von der Speisse, die eüer magen selbst verdaut hat.“
- „in gesunden tagen, fählen einem hundertsieben sachen – und in kranken nur eine.“